# ГЕС Сан-Салвадор
ГЕС Сан-Салвадор (порт. Usina Hidrelétrica de São Salvador) — гідроелектростанція в Бразилії у штаті Токантінс. Знаходячись між ГЕС Кана-Брава (вище за течією) та ГЕС Peixe Angical, входить до складу каскаду на річці Токантінс, яка починається на Бразильському нагір'ї неподалік столиці країни Бразиліа та тече на північ до впадіння в річку Пара (правий рукав дельти Амазонки).
У межах проекту річку перекрили річку перекрили комбінованою греблею висотою до 40 метрів, яка включає центральну ділянку з ущільненого котком бетону (містить водоскиди та машинний зал загальною довжиною біля двох сотень метрів), а також бічні земляні частини довжиною 900 метрів та шириною по гребеню 7,5 метра. Ця споруда утримує витягнуте по долині річки на 80 км водосховище з площею поверхні 104 км2 (в тому числі затоплена при будівництві територія 86 км2), периметром 312 км та середньою глибиною 10 метрів (максимальна 32 метри). Воно має об'єм 952 млн м3 (корисний об'єм 59 млн м3) та незначне припустиме коливання рівня поверхні під час операційної діяльності між позначками 286,5 та 287 метрів НРМ (у випадку повені до 287,3 метра НРМ).
Інтегрований у греблю машинний зал обладнали двома турбінами типу Каплан потужністю по 124,5 МВт, які при напорі у 22,5 метра забезпечують виробництво 1,9 млрд кВт-год електроенергії на рік.
Під час спорудження станції провели екскавацію 1,7 млн м3 (в тому числі 0,5 млн м3 скельних порід), звели земляні споруди об'ємом 1,76 млн м3 та використали 284 тис. м3 бетону.
Видача продукції відбувається по ЛЕП, розрахованій на роботу під напругою 230 кВ.